# Distance (니시노 카나의 노래)
〈Distance〉(디스턴스)는 일본의 여성 가수 니시노 카나의 13번째 싱글로, 2011년 2월 9일에 SME 레코드에서 발매되었다. 전작 〈너는〉에서 약 3개월 만의 싱글이다.

## 수록곡
| #            | 제목           | 재생 시간 |
| ------------ | -------------- | --------- |
| 1.           | 〈Distance〉   | 3:47      |
| 2.           | 〈beloved〉    | 4:34      |
| 3.           | 〈Call Me Up〉 | 3:24      |
| 총 재생 시간 | 총 재생 시간   | 11:45     |